# Emma af Georgii
Emerentia (Emma) Maria Charlotta af Georgii, senare Branting född 6 januari 1821, död 12 oktober 1880, var en svensk pianist. 
Hon var dotter till statssekreteraren Carl af Georgii och Maria Charlotta Limnell samt sondotter till underståthållaren Evert Georgii. Liksom sin syster var hon stiftsjungfru före sitt giftermål. Emma af Georgii var gift 1839–1869 och ånyo från 1873 med professor Lars Gabriel Branting samt blev mor till Hjalmar Branting. 
Johan Leonard Höijer betecknade i sitt Musik-Lexikon Georgii som "en utmärkt pianospelerska". Hon invaldes som ledamot nummer 402 av Kungliga Musikaliska Akademien den 13 maj 1864.